# کورتانا، اسلام‌آباد
کورتانا (به انگلیسی: Kortana) یک شهر در پاکستان است که در اسلام‌آباد واقع شده‌است. کورتانا ۴۲٬۲۳۱ نفر جمعیت دارد و ۵۵۵ متر بالاتر از سطح دریا واقع شده‌است.